# Fampridin
Fampridin bzw. 4-Aminopyridin ist eine chemische Verbindung aus der Gruppe der Aminopyridine. Pharmakologisch wirkt es als reversibler Kaliumkanal-Blocker, weswegen es unter anderem als Medikament zur Verbesserung der Gehfähigkeit von erwachsenen Patienten mit multipler Sklerose (MS) mit Gehbehinderung höherer Schweregrade eingesetzt wird.

## Verwendung in der Humanmedizin

### Klinische Angaben

#### Anwendungsgebiete
Wenn eine MS weiter fortgeschritten ist, können die Betroffenen eine Gehbehinderung entwickeln, die durch Krankengymnastik und bestimmte, z. B. krampflösende Medikamente behandelt werden kann. Hat die Gehbehinderung einen bestimmten Schweregrad, kommt eine Behandlung mit Fampridin infrage. Fampridin ist in Deutschland seit 2011 für Patienten zugelassen, die als Folge einer Multiplen Sklerose (MS) eine Gehbehinderung höheren Grades haben (Grad 4–7 auf der EDSS-Behinderungsskala).
Fampridin ist als Retardtablette formuliert und wird zweimal täglich eingenommen.

#### Gegenanzeigen
Zu den Gegenanzeigen zählen Überempfindlichkeit gegen Fampridin, Krampfleiden, chronisches Nierenversagen oder eine gleichzeitige Behandlung mit Hemmstoffen des organischen Kationentransporters 2 (OTC2), z. B. Cimetidin.

#### Unerwünschte Wirkungen
Fampridin ist ein Wirkstoff mit einer engen therapeutischen Breite. Zu den Nebenwirkungen gehören Parästhesien, Harnwegsinfekte, Schlaflosigkeit, Schwindel, Kopfschmerz, Übelkeit, Asthenie, Rückenschmerzen, Gleichgewichtsstörungen sowie in seltenen Fällen auch Krampfanfälle und Vorhofflimmern.

### Pharmakologische Eigenschaften

#### Wirkungsmechanismus
Fampridin ist ein Kaliumkanalblocker. Er wirkt auf geschädigte Nerven, wo er verhindert, dass Kaliumionen aus den Nervenzellen entweichen. Es wird angenommen, dass dadurch die elektrischen Impulse weiter an den Nerven entlang wandern können, um die Muskeln zu stimulieren. Dadurch wird das Gehen erleichtert.

#### Aufnahme und Verteilung im Körper
Die Formulierung als Retardtablette bewirkt eine Verzögerung der Resorption von Fampridin, was sich durch einen langsameren Anstieg zu einer niedrigeren Spitzenkonzentration ohne Auswirkung auf das Resorptionsausmaß bemerkbar macht.

### Studien
- Nach Abzug der Ansprechrate unter Placebo profitierten in den Zulassungsstudien etwa 30 % der mit Fampridin behandelten Patienten von einer verbesserten Gehfähigkeit: ca. 20 % der Patienten konnten eine bestimmte Gehstrecke 10 bis 20 % schneller zurücklegen und für ca. 10 % der Patienten verbesserte sich die Gehgeschwindigkeit um 20 % und mehr. Die Patienten in diesen Studien wurden maximal 14 Wochen mit Fampridin behandelt.[9][10]
- In einer Zwischenauswertung der laufenden ENABLE-Studie (Lebensqualität) zeigte sich eine signifikante Verbesserung der subjektiven Einschätzung der gesundheitsbezogenen Lebensqualität durch die Steigerung der Gehfähigkeit mit Fampridin.[11]
- Eine weitere Zwischenauswertung der laufenden ENABLE-Studie zeigte, dass der Effekt von Fampridin auf die Verbesserung der Gehfähigkeit und die damit verbundene gesundheitsbezogene Lebensqualität über 48 Wochen anhielt.[12]

### Erstattungsfähigkeit
Der deutsche GKV-Spitzenverband und das Unternehmen Biogen Idec einigten sich 2013 auf einen Erstattungsbetrag für Fampyra. Der verhandelte Erstattungsbetrag spiegelt den Interessensausgleich zwischen den gesetzlichen Krankenkassen und Biogen Idec wider. Mit ihm liegt erstmals ein Verhandlungsergebnis für ein neues Arzneimittel mit einer nicht-medikamentösen zweckmäßigen Vergleichstherapie vor. Für den verordnenden Arzt bedeutet dies im Falle von Fampridin, dass es sowohl in Kombination mit, als auch ohne Krankengymnastik verordnet werden kann und bei adäquatem Einsatz im zugelassenen Anwendungsgebiet erstattungsfähig ist.

### Entwicklung und Vermarktung
Fampridin wurde erstmals 1902 durch den Karlsruher Chemiker Rudolf Camps synthetisiert. Der internationale Freiname (INN) Fampridin wurde 1995 erteilt. Abweichend davon wurde 2010 in den USA der Freiname Dalfampridine (USAN) eingeführt.
2010 erhielt der Hersteller Acorda eine US-Zulassung für ein Fampridin-haltiges Retard-Arzneimittel zur unterstützenden Behandlung der Multiplen Sklerose.  Ein entsprechender Antrag für die EU wurde zunächst aufgrund eines negativen Nutzen-Risiko-Verhältnisses Anfang 2011 abgewiesen. Nach Widerspruch erhielt Acordas Lizenznehmer Biogen Mitte 2011 eine Zulassung unter der Auflage, weitere Studien durchzuführen. Für die Schweiz erfolgte die Zulassung durch Swissmedic im August 2018.
Seit 2022 sind in Deutschland Generika verfügbar. Fampridin kann auch nach Verschreibung durch einen Arzt in Apotheken zu Rezepturarzneimitteln verarbeitet werden. Im Jahr 2024 wurde die EU-Zulassung für Fampyra auf Acorda Therapeutics übertragen.

### Handelsnamen
Der Handelsname für das Fertigarzneimittel des Originators in der EU und in der Schweiz ist Fampyra und in den USA Ampyra.

## Verwendung außerhalb der Humanmedizin

### Forschung
4-Aminopyridin hemmt verschiedene Typen von spannungsgesteuerten Kaliumkanälen (Kv-Kanäle). Daher wird 4-AP in der Grundlagenforschung als pharmakologisches Werkzeug (Antagonist) zur Charakterisierung von Kaliumkanal-Subtypen eingesetzt. Folgende Kanäle sind abhängig von einer 4-Aminopyridin Konzentration: Kv1.1 (Gen: KCNA1), Kv1.3 (Gen: KCNC3), Kv1.4 (Gen: KCNA4), Kv1.5 (Gen: KCNA5), Kv1.7 (Gen: KCNA7), einige der Kv2- und Kv3-Subtypen und Kv4.2 (Gen: KCND2). Es wurden jedoch auch andere Ionenkanäle beschrieben, die empfindlich auf 4-AP reagieren, z. B. ist 4-AP ein potenter Aktivator (Agonist) von Calciumkanälen, der die synaptische und neuromuskuläre Funktion durch direkte Wirkung auf eine Beta-Untereinheit eines Calciumkanals verbessern kann.

### Chemische Synthese
4-Aminopyridin wird u. a. zur Herstellung von 4-Halogenpyridinen oder des Wirkstoffs Pinacidil verwendet. 4-(Dimethylamino)pyridin (DMAP), ein an der Aminogruppe dimethyliertes Derivat von Fampridin, ist ein in der präparativen Chemie häufig verwendeter Katalysator.

### Tiermedizin
Fampridin wird bei Haus- und Nutztieren in Kombination mit Yohimbin als Aufwachbeschleuniger nach einer Xylazin- und Ketamin-Narkose (»Hellabrunner Mischung«) eingesetzt.

### Vogelabwehr
4-Aminopyridin wird unter dem Handelsnamen Avitrol als Vogelgift und -repellent verwendet. 4-Aminopyridin vertreibt Vögel, indem die Tiere, die den Giftköder aufgenommen haben, paralysiert werden und Notschreie ausstoßen, wonach der übrige Schwarm verhofft und vergrämt wird.